# Highway X
『Highway X』（ハイウェイ・エックス）は、日本の音楽ユニット・B'zの22作目のオリジナル・アルバム。2022年8月10日にVERMILLION RECORDSより発売。

## 概要
前作『NEW LOVE』以来、約3年ぶりのオリジナル・アルバム。それぞれタイアップ楽曲となった「COMEBACK -愛しき破片-」「SLEEPLESS」「リヴ」の3曲や、2020年に開催されたライブ『B'z SHOWCASE 2020 -5 ERAS 8820- Day5』で未発表曲として先行披露されていた「YES YES YES」、2021年に開催されたB'z主催のロックプロジェクト『B'z presents UNITE #01』で披露され配信限定シングルとしてリリースされていた「UNITE」など、全11曲を収録している。一方、2021年5月21日にサブスクリプションストリーミングサービスでの配信開始と共に配信リリースされた「きみとなら」は未収録となった。
2022年5月より、本作の収録曲を中心に披露するライブツアー『B'z LIVE-GYM 2022 -Highway X-』が開催されたが、本作はライブツアー終盤にリリースされた。B'zはライブツアー開催前にアルバムをリリースするのが慣例であったため、今回のようなスケジュールは前例がない試みとなる。
2022年6月25日、オフィシャルサイトで収録曲の歌詞が公開された。
2022年7月4日、収録曲順および初回生産限定盤と初回限定盤に封入されているDVDの収録曲が決定した。
2022年8月3日、今後発売予定の新譜タイトルとの連動応募特典企画「Present X」が発表された。
2022年12月2日、アルバム収録曲全曲のダウンロード&ストリーミング配信が開始された。

## リリース形態
全形態に連動応募特典企画「Present X」の「応募抽選カードA」が封入されている。
通常盤
CDのみの形態。
初回限定盤
CD + DVD + フォトブックレットの形態。
DVDには、本作リリース前に開催している全国ツアー『B'z LIVE-GYM 2022 -Highway X-』から本作収録曲のライブ映像を6曲収録。
フォトブックレットには、本作のレコーディング〜リハーサル〜ライブツアーの模様の写真を収録。約200ページ。
初回生産限定盤
CD + DVD + フォトブックレット + カセットテープ の形態。
DVDとフォトブックレットは、初回限定盤と共通内容。
カセットテープには、「リヴ」「SLEEPLESS」「COMEBACK -愛しき破片-」のタイアップバージョンと、「YES YES YES」「UNITE」のライブ音源を収録。

## チャート成績
2022年8月17日公開の「Billboard Japan Top Albums Sales」で初登場1位を獲得した。
初週で約15.6万枚を売り上げ、2022年8月22日付のオリコン週間アルバムチャートで初登場1位を獲得し、前作『FRIENDS III』に続き、4作連続・通算31作目のアルバム1位となった。また、同日付のオリコン週間合算アルバムチャートでは初登場2位を獲得した。

## 収録曲
| 全作詞: 稲葉浩志、全作曲: 松本孝弘。 |                           |           |            |                                            |      |
| #                                    | タイトル                  | 作詞      | 作曲・編曲 | 編曲                                       | 時間 |
| 1.                                   | 「SLEEPLESS」             | 稲葉浩志  | 松本孝弘   | 松本孝弘・稲葉浩志・Yukihide "YT" Takiyama | 3:39 |
| 2.                                   | 「Hard Rain Love」        | 稲葉浩志  | 松本孝弘   | 松本孝弘・稲葉浩志・Yukihide "YT" Takiyama | 4:18 |
| 3.                                   | 「COMEBACK -愛しき破片-」 | 稲葉浩志  | 松本孝弘   | 松本孝弘・稲葉浩志・Yukihide "YT" Takiyama | 4:29 |
| 4.                                   | 「YES YES YES」           | 稲葉浩志  | 松本孝弘   | 松本孝弘・稲葉浩志・Yukihide "YT" Takiyama | 3:45 |
| 5.                                   | 「Highway X」             | 稲葉浩志  | 松本孝弘   | 松本孝弘・稲葉浩志・Yukihide "YT" Takiyama | 4:56 |
| 6.                                   | 「マミレナ」              | 稲葉浩志  | 松本孝弘   | 松本孝弘・稲葉浩志・Yukihide "YT" Takiyama | 3:31 |
| 7.                                   | 「山手通りに風」          | 稲葉浩志  | 松本孝弘   | 松本孝弘・稲葉浩志・Yukihide "YT" Takiyama | 3:44 |
| 8.                                   | 「リヴ」                  | 稲葉浩志  | 松本孝弘   | 松本孝弘・稲葉浩志・Yukihide "YT" Takiyama | 3:59 |
| 9.                                   | 「Daydream」              | 稲葉浩志  | 松本孝弘   | 松本孝弘・稲葉浩志・Yukihide "YT" Takiyama | 4:56 |
| 10.                                  | 「UNITE」                 | 稲葉浩志  | 松本孝弘   | 松本孝弘・稲葉浩志・大賀好修・寺地秀行     | 5:18 |
| 11.                                  | 「You Are My Best」       | 稲葉浩志  | 松本孝弘   | 松本孝弘・稲葉浩志・寺地秀行               | 4:15 |
| 合計時間:                            | 合計時間:                 | 合計時間: | 46:50      |                                            |      |

| #  | タイトル                  | 作詞 | 作曲・編曲 |
| -- | ------------------------- | ---- | ---------- |
| 1. | 「SLEEPLESS」             |      |            |
| 2. | 「Hard Rain Love」        |      |            |
| 3. | 「Highway X」             |      |            |
| 4. | 「COMEBACK -愛しき破片-」 |      |            |
| 5. | 「リヴ」                  |      |            |
| 6. | 「You Are My Best」       |      |            |

| #  | タイトル                            | 作詞 | 作曲・編曲 |
| -- | ----------------------------------- | ---- | ---------- |
| 1. | 「リヴ (MOVIE SIZE)」               |      |            |
| 2. | 「SLEEPLESS (TV SIZE)」             |      |            |
| 3. | 「COMEBACK -愛しき破片- (TV SIZE)」 |      |            |

| #  | タイトル                                | 作詞 | 作曲・編曲 |
| -- | --------------------------------------- | ---- | ---------- |
| 1. | 「YES YES YES (LIVE ver. form 5 ERAS)」 |      |            |
| 2. | 「UNITE (LIVE ver. from UNITE #01)」    |      |            |

## 楽曲解説

### CD
1. SLEEPLESS
  - アルバム発売に先駆け、2022年6月24日に配信限定シングルとしてリリースされた[21]。
2. Hard Rain Love
3. COMEBACK -愛しき破片-
  - テレビ朝日系木曜ドラマ『未来への10カウント』主題歌。メンバーは「ドラマ『未来への10カウント』に主題歌で参加させていただき大変光栄です。桐沢（主人公の名前）をはじめ登場人物はそれぞれの葛藤を乗り越えて、失った自分の破片を取り戻しながら、生きることの歓びを見いだしていきます。そんな様子を自分達にも重ね合わせながら楽曲を完成させました。この曲がドラマの中でどう響くのかとても楽しみです。」とコメントしている[28][29]。
  - タイアップ曲は、本作のために制作されていたいくつかの楽曲の中から本曲が採用された。その時点では現在とは異なる歌詞が当てられていたが、主題歌を担当するにあたって稲葉から「せっかく主題歌という形で使用していただけるのだから、ドラマの内容を把握した上で歌詞を書きたい」との提案があり、稲葉はドラマの台本を読み歌詞を新しく書き下ろした[28][29]。
  - アルバム発売後の2022年9月30日、配信限定シングルの2曲を除くアルバム収録曲では最初に配信リリースされた[30]。
4. YES YES YES
  - 2020年に開催された無観客配信ライブ『B'z SHOWCASE 2020 -5 ERAS 8820- Day5』で未発表曲として先行披露された楽曲[31]。
  - 2019年コロナウイルス感染症の流行の最中に制作された曲。2023年に行われたツアー『B'z LIVE-GYM Pleasure 2023 -STARS-』で演奏された際、稲葉は「今から数年前、世の中がパンデミックのときに、完成したらぜひライブで皆さんとでかい声で歌いたいと思って作った曲です」とコメントしている[32][33]。
5. Highway X
  - アルバムタイトル曲。
  - 2022年11月11日に配信リリースされた[34]。
6. マミレナ
7. 山手通りに風
  - ライブでは稲葉がアコースティック・ギターを演奏した[35]。
8. リヴ
  - 映画『嘘喰い』主題歌で、映画のために書き下ろされた楽曲。メンバーは「自分の幸せのためだけでなく、現世の理不尽を暴き出すがごとく、逃げ道のない勝負に挑み、苦境においても決して生きる事を諦めない斑目貘のポジティブな姿勢を表現できればと思い、『リヴ』という楽曲を作りました」とコメントしている[36]。
  - 2022年10月21日に配信リリースされた[37]。
9. Daydream
  - 本作で最初に制作された楽曲[35]。
10. UNITE
  - 2021年に行われた『B'z presents UNITE #01』でオープニングナンバーとして先行披露され[38]、2021年10月1日に配信限定シングルとしてリリースされた[11]。
  - プリイントロでミニモーグによるノイズが入っている[39]。
  - アルバムツアーでは、本編ラストナンバーとして演奏された[35]。
11. You Are My Best
  - テレビ朝日系『世界水泳ブダペスト2022』世界水泳応援ソング[40]。世界水泳のために書き下ろされた楽曲。メンバーは「アスリートをそばで見守り激励する家族、友、トレーナー、コーチの皆さんの目線を想像し、アスリートが迷いなく競技に自分のすべてを捧げられるような気持ちになってもらえたら良いなと思いながらこの『You Are My Best』を作りました。皆さんが本番で目一杯輝けるように祈っています」とコメントしている[41]。
  - アルバムツアーでは、アンコールナンバーとして演奏された[35]。

### DVD
『B'z LIVE-GYM 2022 -Highway X-』より、本作収録曲のライブ映像を6曲収録。
1. SLEEPLESS
2. Hard Rain Love
3. Highway X
4. COMEBACK -愛しき破片-
5. リヴ
6. You Are My Best

### カセットテープ
初回生産限定盤にのみ収録。
SIDE A
タイアップで使用されたバージョンを収録。B'zがタイアップ提供時点の音源をリリースするのは初の試みとなる。
1. リヴ（MOVIE SIZE）
2. SLEEPLESS（TV SIZE）
3. COMEBACK -愛しき破片-（TV SIZE）

SIDE B
過去にライブで演奏された際のライブ音源を収録。
1. YES YES YES（LIVE ver. from 5 ERAS）
  - 台湾盤のボーナストラックを除けば、既にライブ映像作品としてリリースされた楽曲のライブ音源を別途リリースするのは初となる。また、B'zがライブ音源をリリースするのは、2005年発売の配信作品『The Complete B'z』のボーナストラックに収録された5曲以来17年ぶり、フィジカル作品としては97年リリースの『Calling』に収録された「Gimme your love (Live at Tokyo Dome)」以来25年ぶりとなる。

2. UNITE（LIVE ver. from UNITE #01）
  - 最後に次曲へつながるドラムのフレーズも収録されている。

## タイアップ
- 読売テレビ・日本テレビ系列アニメ『名探偵コナン』オープニングテーマ[42]（#1）
- テレビ朝日系木曜ドラマ『未来への10カウント』主題歌[43]（#3）
- ワーナー・ブラザース映画『嘘喰い』主題歌[36]（#8）
- dTVオリジナルドラマ『嘘喰い -鞍馬蘭子篇/梶隆臣篇-』主題歌[44]（#8）
- テレビ朝日系『世界水泳ブダペスト2022』世界水泳応援ソング[40]（#11）

## 参加ミュージシャン
- 松本孝弘：ギター、全曲作曲・編曲、バックグラウンドボーカル（#4.6）
- 稲葉浩志：ボーカル、全曲作詞・編曲
- Yukihide "YT" Takiyama：ベース（#1.8.10）、編曲（#1-9）
- 大賀好修：編曲（#10）
- 寺地秀行：編曲（#10.11）、ボーカルディレクション
- ロンダ・スミス：ベース（#2-5.9）
- 種子田健：ベース（#6.7.11）
- ブライアン・ティッシー：ドラム（#1-5.8-10）
- 玉田豊夢：ドラム（#6.7.11）
- 小野塚晃：ピアノ（#1.5.7.8.11）、オルガン（#1.2.4.7-9）、ウーリッツァー（#2.6）、クラビネット（#4.6）、シンセサイザー（#6）、メロトロン（#9）
- 川村ケン：オルガン（#10）、テルミン（#10）、シンセサイザー（#10）
- 渡辺ファイヤー：テナー・サクソフォーン（#2.8）
- 宮崎隆睦：バリトン・サクソフォーン（#2）
- 上石統：トランペット（#2.8）
- 長谷川素子：トランペット（#2.8）
- 東條あづさ：トロンボーン（#2.8）
- 斉藤ノヴ：タンバリン（#3-5.7.11）、ヘコヘコ（#3）、コンガ（#4.7）、カウベル（#5）、ウィンドチャイム（#7）、シェイカー（#7）、トライアングル（#7）
- MAI ORIGAMI：バックグラウンドボーカル（#4.10）
- MissTy：バックグラウンドボーカル（#4.10）
- MICHIYA NAKAHARA：バックグラウンドボーカル（#4）
- 小寺里枝 with Lime Ladies Orchestra：ストリングス（#8.11）

## 特典DVDサポートメンバー
- Yukihide "YT" Takiyama：ギター
- 清：ベース
- 川村ケン：キーボード
- 青山英樹：ドラム

## ライブ映像作品
本作の特典DVDへの収録は除く。「SLEEPLESS」については該当する項目を参照。
Hard Rain Love
- B'z LIVE-GYM 2022 -Highway X-

COMEBACK -愛しき破片-
- B'z LIVE-GYM 2022 -Highway X-

YES YES YES
- B'z SHOWCASE 2020 -5 ERAS 8820-
- B'z LIVE-GYM 2022 -Highway X-
- B'z LIVE-GYM Pleasure 2023 -STARS-

Highway X
- B'z LIVE-GYM 2022 -Highway X-

マミレナ
- B'z LIVE-GYM 2022 -Highway X-

山手通りに風
- B'z LIVE-GYM 2022 -Highway X-

リヴ
- B'z LIVE-GYM 2022 -Highway X-

Daydream
- B'z LIVE-GYM 2022 -Highway X-

UNITE
- B'z LIVE-GYM 2022 -Highway X-

You Are My Best
- B'z LIVE-GYM 2022 -Highway X-